# Kurt Kretschmann

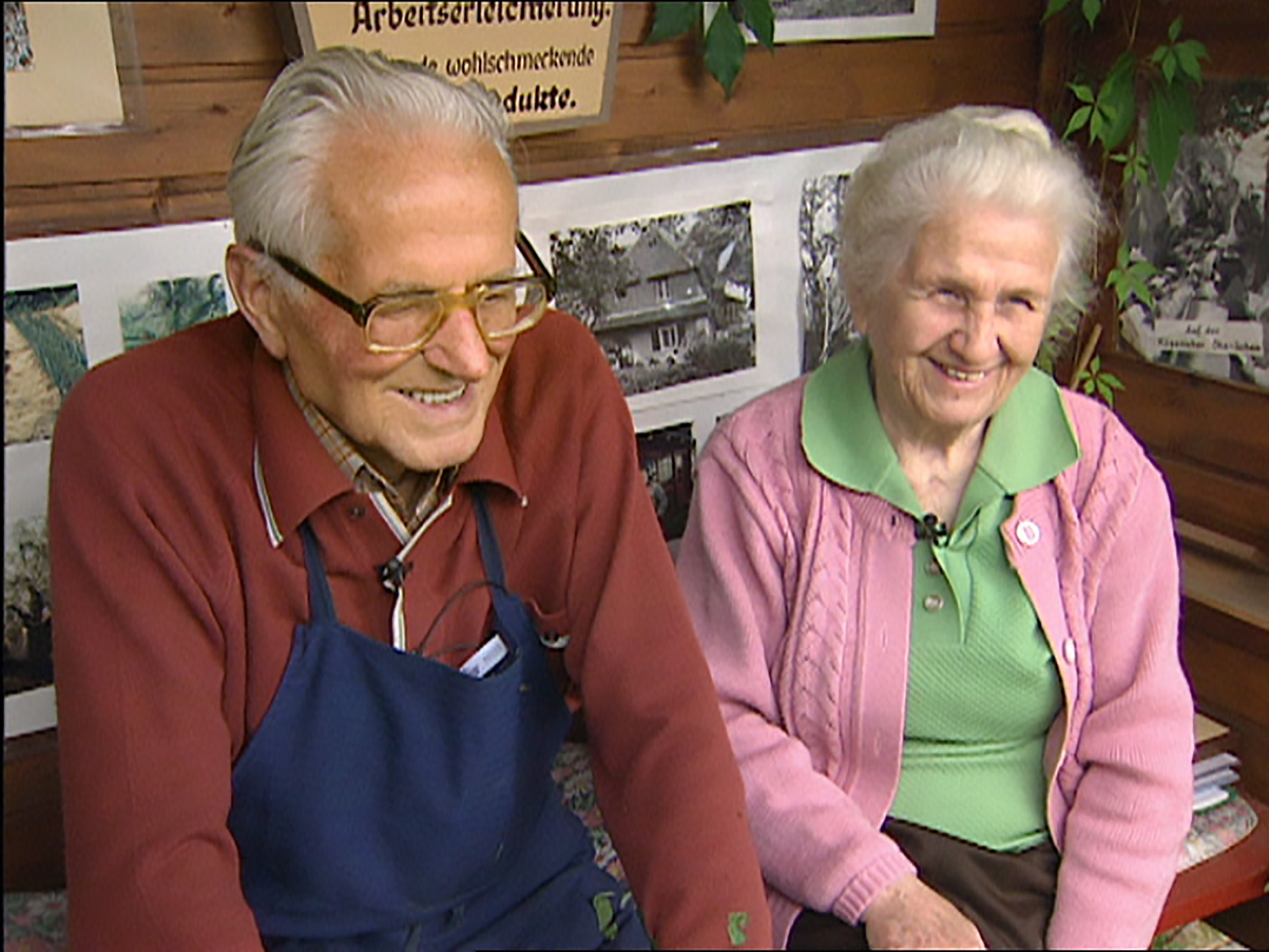
Erna und Kurt Kretschmann 1998

Kurt Kretschmann (* 2. März 1914 in Berlin; † 20. Januar 2007 in Bad Freienwalde (Oder)) war ein deutscher Naturschützer.
Er gilt als „Nestor des Naturschutzes in der DDR“ und entwarf 1950 das dort seit 1954 rechtsgültige Logo einer schwarzen Waldohreule, die in der Deutschen Demokratischen Republik (DDR) als Sinnbild für Natur- und Landschaftsschutzgebiete sowie für geschützte Parks, Gehölze und Naturdenkmale stand. In der bis heute bekanntesten Form steht die Eule auf einem gelben, fünfeckigen Schild, der nach oben hin spitzwinkelig endete. Diese Ausführung mit einer grafisch überarbeiteten Eule wurde am 1. Juni 1971 in der DDR rechtsgültig.

## Leben

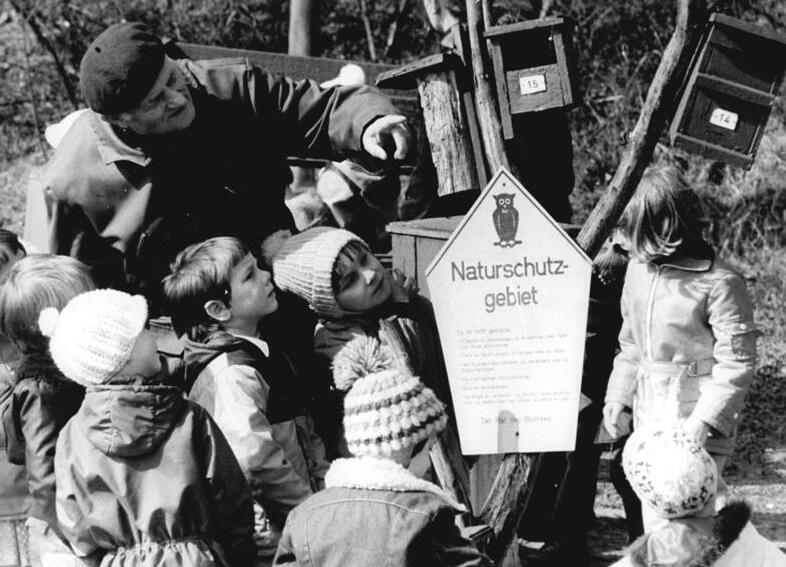
Kurt Kretschmann mit Kindergruppe (1979)

Kretschmann wuchs bei seinen Großeltern in Berlin auf, besuchte die Volksschule und arbeitete nach einer Schneiderlehre als Zuschneider in einer Berliner Firma. Als diese 1933 ihre Produktion auf Uniformen umstellte, kündigte der überzeugte Pazifist und zog mit einem Freund in ein Gartenhaus in Rüdnitz bei Bernau.
Durch intensives Fasten gelang es ihm, sich 1935 der Einberufung zum Wehrdienst zu entziehen. Er wurde dann 1936 doch eingezogen, aber nach fünf Monaten entlassen, da er als „gefährlich für den Geist der Truppe“ galt. Hierauf begab er sich auf eine Wanderschaft über 12.000 Kilometer durch Deutschland, die Schweiz und Oberitalien.
1941 wurde er zur Zwangsarbeit eingezogen und nach Verhören durch die Gestapo 1942 als Sanitäter in der Wehrmacht an die Front in die Sowjetunion geschickt.
1944 wurde er zum Tode verurteilt. Eine Verwundung verhinderte die Vollstreckung des Urteils und während eines Heimaturlaubs 1945 desertierte er. Mehrere Monate versteckte er sich in einer Gartenlaube, in der ein Erdloch versteckt war.

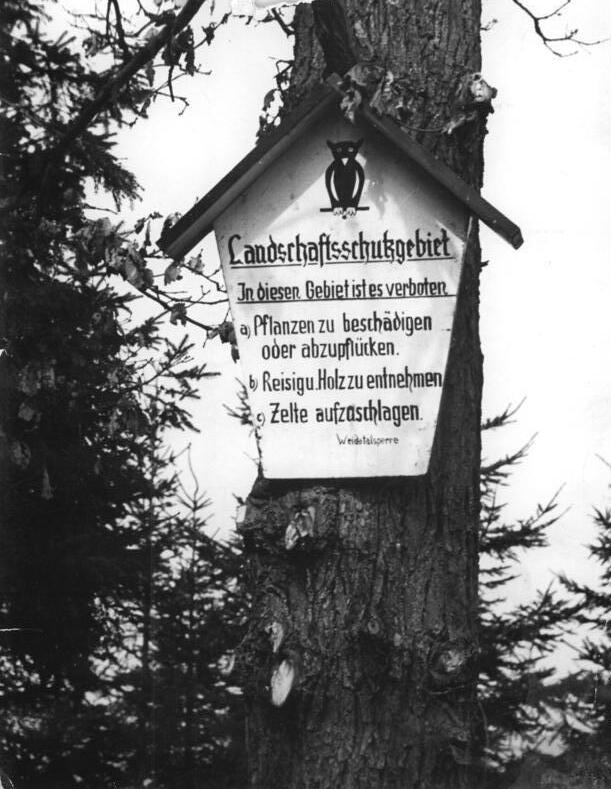
Das bis 1971 verordnete DDR-Schild mit Kretschmanns älterem Eulensymbol

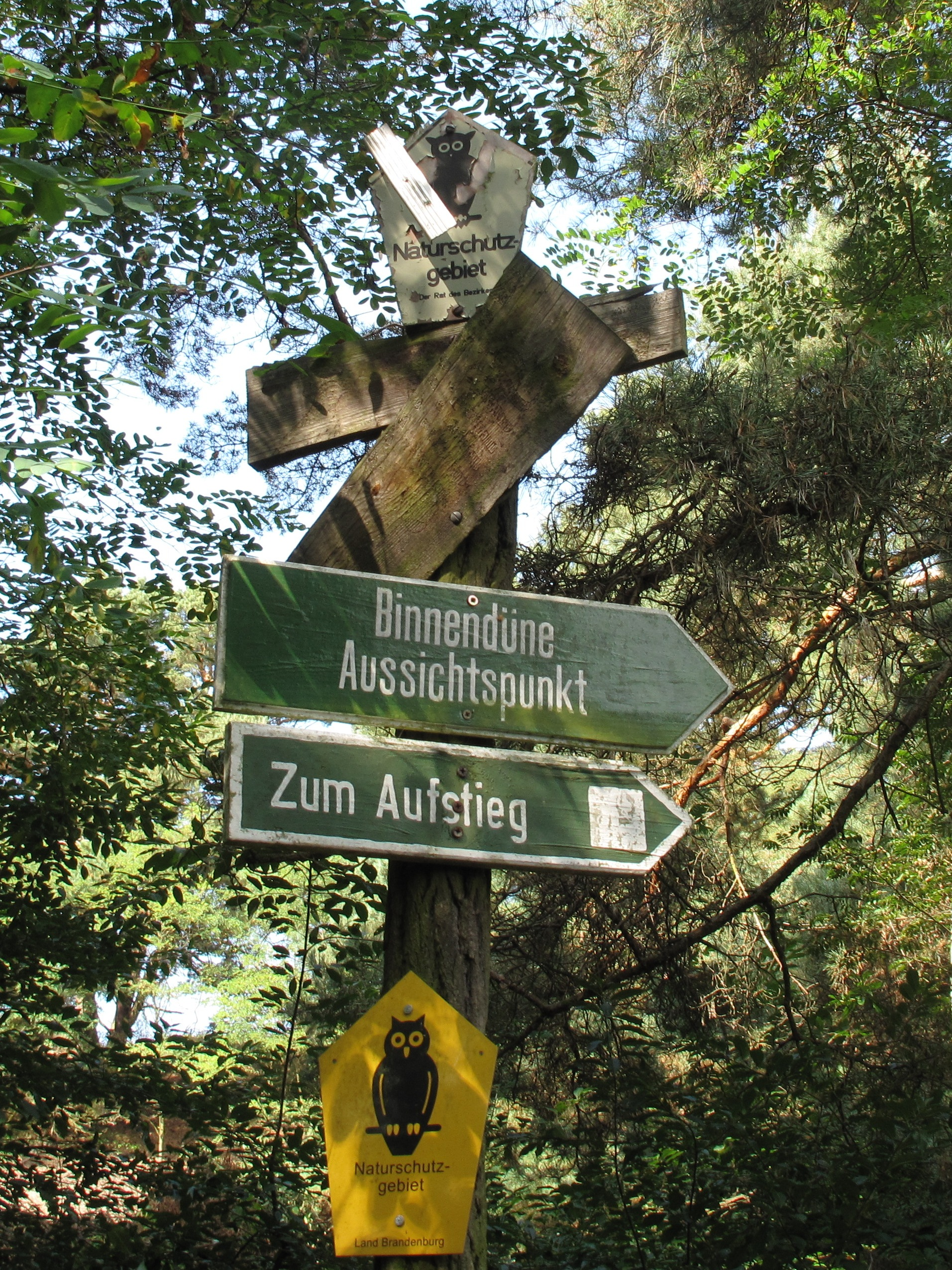
Oben die stark verblichene, 1971 rechtsgültig gewordenen DDR-Ausführung des Naturschutzschildes und unten die neuen Ausführung an der Binnendüne Waltersberge

1946 trat er der Kommunistischen Partei Deutschlands bei und blieb bis zu seinem Tod Mitglied der Nachfolgeparteien SED in der DDR und der PDS nach der Wiedervereinigung.
Seine Erlebnisse in der Laube in Rüdnitz und auf der Wanderschaft hatten sein Interesse am Naturschutz geweckt. So war er ab 1946 über 40 Jahre als Wanderleiter im Oberbarnim unterwegs. Schon 1949 wurde er Kreisbeauftragter für Naturschutz im Landkreis Oberbarnim und 1951 Landesbeauftragter für Naturschutz im Land Brandenburg. Von 1952 bis 1954 war er Referent für Naturschutz an der Akademie der Landwirtschaftswissenschaften der DDR in Berlin. 1954 bis 1960 war er Gründer und Leiter der Lehrstätte für Naturschutz „Müritzhof“.

Das 1996 in Niedersachsen entwickelte Eulensinnbild in dem bereits seit 1954 in Westdeutschland gültigen grünen Dreiecksschild.

Das für den Naturschutz stehende Sinnbild der Waldohreule wurde mit dem ersten Naturschutzgesetz der Deutschen Demokratischen Republik am 4. August 1954 offiziell eingeführt und deren Aufstellungsweisen gesetzlich geregelt. Inoffiziell hatte Kretschmann bis zu diesem Zeitpunkt bereits ab 1950 rund 5000 Schilder mit seinem Eulensymbol aufgestellt. Kretschmann hatte die Eule gewählt, um der damals weit verbreiteten abergläubischen Bezeichnung als „Totenvogel“ entgegenzuwirken. Außerdem sollte das Symbol auf die besondere Schutzwürdigkeit des Tieres hinweisen. Trotz der gesetzlichen Vorgaben in der DDR, die ausschließlich Kretschmanns Sinnbild zuließen, gab es an ausgewiesenen Naturschutzbereichen auch abweichende Eulendarstellungen. Im Rahmen der Wiedervereinigung kam es zu dem Beschluss der 42. Umweltministerkonferenz vom 18./19. Mai 1994, das Eulensymbol auf dem Gebiet der ehemaligen DDR weiterzuverwenden. Außerdem wurde angeregt, das Symbol der Waldohreule in ganz Deutschland zu verwenden. Diese Anregung wurde von einigen westdeutschen Bundesländern aufgegriffen, wobei es Ländersache blieb, wie ein künftiges Eulenlogo gestaltet sein sollte. In Westdeutschland wurde seit 1954 der Seeadler in einem grünen Dreiecksschild als Symbol. Der Seeadler wurde als Symbol des deutschen Wappenvogels übernommen. Da die Entwicklung eines entsprechenden Logos Ländersache ist, wurden verschiedene Variationen des Sinnbildes eingesetzt.
Kretschmann initiierte den „Arbeitskreis zum Schutz vom Aussterben bedrohter Tierarten“. Er gründete 1976 die Arbeitsgruppe „Weißstorch“. In Rathsdorf rettete er einen 200 Jahre alten Brennofen, den Storchenturm Altgaul, auf dessen Spitze seit Menschengedenken Storchenpaare nisteten, und richtete hier 1978 eine Weißstorchausstellung ein.

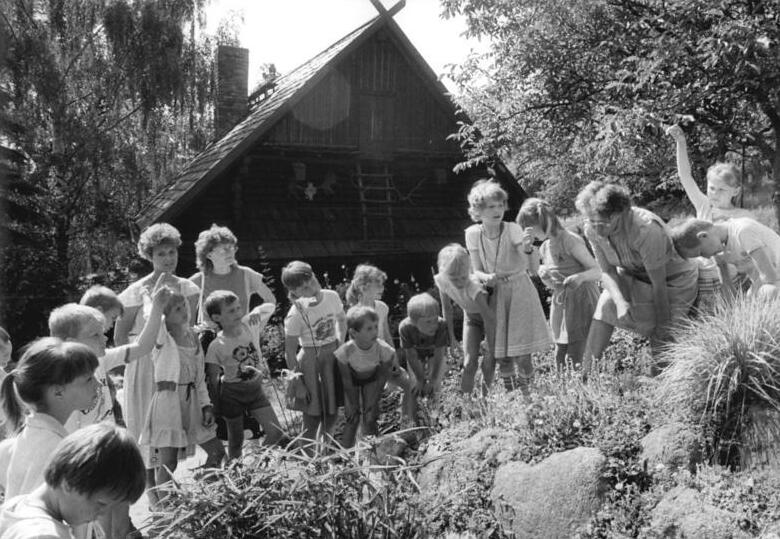
Das Haus der Naturpflege 1987

Bereits im Jahr 1942 hatte er Erna Scherff (* 12. November 1912 in Bollinken bei Stettin; † 6. Januar 2001 in Bad Freienwalde) geheiratet. Im gleichen Jahr wurde ein Sohn geboren, der schon 1945 starb. Erna war später Inspiratorin und „guter Geist im Hintergrund“. Ab 1960 war sie Ernährerin der Familie und schrieb und redigierte alle seine Veröffentlichungen. Für die Familie baute Kretschmann 1945/46 ein Blockhaus auf dem Gartengelände in Bad Freienwalde, in dem er sich einst 75 Tage lang von seiner Frau unterstützt als Deserteur versteckt hielt. Unter dem Haus war ein Kellerraum von ihm mit eingeplant, den er geheim hielt. Dieser Raum war so konstruiert, dass nur von der Terrasse aus eine Zugangsmöglichkeit über Bodendielen bestand. Dieses Haus baute er ab 1960 zum „Haus der Naturpflege“ aus, das für alle geöffnet war, die an Naturschutz, natürlichem Gartenbau und vegetarischer Lebensweise interessiert waren. 1984 wurde es der öffentlichen Hand übergeben und steht auch heute als Museum und Heuhotel zur Verfügung.
Nach dem Tod seiner Frau im Jahr 2001 lebte er weiter in Bad Freienwalde, nahm am öffentlichen Leben teil, pflegte viele Kontakte und schrieb Gedichte, die 2008 postum veröffentlicht wurden.

## Verbindung von Pazifismus und Naturschutz
Der Umstand, dass Kurt Kretschmann ein Pazifist, Kriegsdienstgegner und zum Tode verurteilter Deserteur war, dem eine anarchistische Grundhaltung beschieden wird, wurde ihm zu DDR-Zeiten nicht sonderlich hoch angerechnet, sondern bescherte ihm eine Beobachtung durch die Staatssicherheit. Eine verleihbare Wanderausstellung des Berliner Antikriegsmuseums thematisiert einerseits das Naturschutzwirken und betont andererseits sein Antikriegsengagement, die Kriegszeit und die Desertion 1945. Auch das Projekt Frauenorte hebt die Verbindung von Natur- und Friedensengagement bei seiner Frau und ihm hervor.

## Auszeichnungen und Ehrungen
Kurt Kretschmann bekam 1974 die Johannes-R.-Becher-Medaille und wurde 1991 Mitglied des Ehrenpräsidiums des Naturschutzbundes Deutschland. Im selben Jahr verlieh ihm das Land Brandenburg seinen neu gestifteten Umweltpreis. Im Jahr 1993 erhielt er gemeinsam mit seiner Frau den Europäischen Umweltpreis und wurde Ehrenpräsident des Naturschutzbundes Deutschland. Am 2. März 1999, seinem 85. Geburtstag, verlieh Bad Freienwalde seiner Frau und ihm die Ehrenbürgerschaft.
Seit dem 2. März 2009 führt die Oberschule in Bad Freienwalde den Namen Erna-und-Kurt-Kretschmann-Schule.

## Werke
- Landschaftsschutzgebiet Gamengrund-Seenrinne. VEB Bibliographisches Institut, Leipzig 1957, DNB 452584981.
- Werbellinsee (= Unser kleines Wanderheft. Heft 92) [Bearbeitet von Kurt Kretschmann und anderen. Orientierungskarte nach einer Vorlage von G. Feldbinder von Elisabeth Schulze]. VEB Bibliographisches Institut, Leipzig 1960, DNB 455467250.
  - Zweite verbesserte Auflage 1962, DNB 364298014.
- hrsg. zusammen mit Kurt Steinbring: Der Scharmützelsee und Bad Saarow-Pieskow. VEB Brockhaus, Leipzig 1964, DNB 454310501 [mit Beiträgen von Johannes R. Becher, siehe Inhaltsverzeichnis im DNB-Eintrag].
- Und da leben sie noch? (= Schriften der Friedensbibliothek. Band 4). Berlin, Friedensbibliothek/Antikriegsmuseum 1999, DNB 956310095.
- mit Helene Walter: Entstehung der Lehrstätte für Naturschutz „Müritzhof“. Verlag Lenover, Neustrelitz 1995, ISBN 3-930164-11-6.
- mit Rudolf Behm: Mulch total. OLV Organischer Landbau Verlag, 2001, ISBN 3-922201-18-0.
- mit David Stile und Jeanie Stiles: Lauben und Hütten. Ökobuch, 2002, ISBN 3-922964-84-2.
- Lüge und Wahrheit – Kriegserlebnisse eines deutschen Soldaten ]mit einem Nachwort von Hermann Behrens]. VWF, Berlin 2003, ISBN 3-89700-400-3.
- Ich will eine Eiche sein: Eine lyrische Lebensbeschreibung. Findling, Neuenhagen 2008, ISBN 978-3-933603-42-5.